# Hamburger Dinner Theater
Hamburger Dinner Theater es el quinto episodio de la primera temporada de la serie animada de TV Bob's Burgers. Se emitió originalmente por Fox en Estados Unidos el 20 de febrero de 2011.
Fue escrito por Dan Fybel & Rich Rinaldi y dirigido por Wes Archer. Recibió críticas positivas por la interacción de personajes, bromas y argumento. De acuerdo a las mediciones de audiencia, fue visto por 4,87 millones de hogares en su emisión original. Cuenta con actuaciones invitadas de Toby Huss, Larry Murphy, Andy Kindler, Jerry Minor Sam Seder, Holly Schlesinger y Wendy Molyneux.

## Argumento
Linda se prepara para ir a un bar desnudista para mujeres con sus amigas pero Bob descubre que mintió y en verdad está yendo a una cena-show. Él odia estos eventos porque luego ella comienza a decir todo cantando. A la mañana siguiente, Mort (a quien también le agradan las cenas-show) le dice a Linda que, ya que trabaja en un restaurante, puede preparar un show allí. Ella se entusiasma pero a Bob inicialmente no le gusta nada la idea; luego la acepta a pedido de Linda.
Planea la obra como una historia de amor, misterio, asesinato musical ambientada en una morgue llamada "Sueñatorio". Emplea a los chicos, Mort y ella misma; incluso Tina participa como árbol debido a su conocido miedo escénico.
En la noche del estreno, la utilería utilizada por Mort es un tanto realista cuando su personaje muere ensangrentado. Linda decide hacer otra presentación a pesar del disgusto de Bob; esta vez Tina quiere decir una línea pero al llegar el momento en la noche se pone nerviosa y Louise debe decirla. Al finalizar la audiencia responde en forma negativa ante el giro de que Linda sea la asesina cuando al principio dijo que claramente no lo era. Todos comienzan a irse hasta que un ladrón (Toby Huss) toma a todos de rehén con un arma y roba de la caja registradora. Todos piensan que es parte del show (aunque Bob lo niega fervientemente) y esto hace que el ladrón comience a cantar mostrando talento. Luego se va con el dinero mientras todos lo aplauden.
Bob reporta el crimen al otro día a las oficiales Julia y Cliffany (Jerry Minor & Sam Seder) y Mort encuentra muchas críticas positivas en línea. Un hombre rubio entra al restaurante hablando del ladrón y revela ser él mismo. Se muestra como agradable y niega serlo de verdad pero luego les roba nuevamente y escapa. Bob le dice a las oficiales que lo arresten y, cuando eso sucede, Linda se desanima porque ahora no podrá actuar en la última representación de la obra. Ésta se desarrolla con el público impaciente por la aparición del cantante. Cuando finaliza, Bob aparece como el ladrón para animar a Linda y a la audiencia pero éstos reaccionan negativamente y se van. Linda se enorgullece de Bob y Tina dice su línea ¡No lo hagas! aunque todos ya se hayan ido.

## Recepción
En su emisión original en Estados Unidos, "Hamburger Dinner Theater" fue visto por un estimado de 4,87 millones de hogares y recibió una medición de 2.7/4% del share en adultos entre 18-49 años, un incremento desde el episodio anterior.
El episodio recibió críticas positivas. Rowan Kaiser de A. V. Club lo calificó con una B+ (el más alto de la noche). Le gustó el humor pero lo que más alabó fue el argumento, indicando un avance con respecto a episodios anteriores.